# Inês Henriques
Pour les articles homonymes, voir Henriques.
Inês Henriques, née le 1er mai 1980 à Santarém, est une athlète portugaise, spécialiste de la marche, championne du monde du 50 km marche à Londres en 2017.

## Carrière
Le 15 janvier 2017, Inês Henriques devient la 1re femme de l'histoire à détenir le record du monde du 50 km marche en réalisant 4 h 08 min 26 s. La distance, longtemps réservée uniquement aux hommes en compétition est désormais ouverte aux féminines. Elle est alignée sur cette épreuve pour les Championnats du monde de Londres.
Le 13 août 2017, elle devient la première femme de l'histoire championne du monde du 50 km marche à l'occasion des championnats du monde de Londres, en battant son propre record du monde avec le temps de 4 h 05 min 56 s. Elle remporte son premier titre international majeur à 37 ans et devance sur le podium les Chinoises Yin Hang (4 h 08 min 58 s) et Yang Shuqing (4 h 20 min 49 s)
Le 5 mai, la Chinoise Liang Rui améliore son record du monde lors des championnats du monde par équipes de marche 2018 en 4 h 04 min 36 s. Le 7 août 2018, aux championnats d'Europe de Berlin, elle devient également la première femme de l'histoire à remporter le titre européen sur le 50 km marche. Elle s'impose en 4 h 9 min 21 s, sous 33 °C, et s'octroie logiquement le record des championnats.
Aux championnats du monde 2019 de Doha, elle abandonne sur le 50 km marche et perd son titre mondial.

## Palmarès
| Date | Compétition                   | Lieu                        | Résultat | Épreuve      | Marque          |
| ---- | ----------------------------- | --------------------------- | -------- | ------------ | --------------- |
| 1996 | Championnats du monde juniors | Sydney                      | 22e      | 5 000 m      | 25 min 17 s 22  |
| 1998 | Championnats du monde juniors | Annecy                      | 24e      | 5 000 m      | 23 min 54 s 41  |
| 2000 | Coupe d'Europe                | Eisenhüttenstadt            | 42e      | 20 km marche | 1 h 41 min 19 s |
| 2001 | Coupe d'Europe                | Dudince                     | 25e      | 20 km marche | 1 h 36 min 08 s |
| 2001 | Championnats du monde         | Edmonton                    | —        | 20 km marche | DQ              |
| 2002 | Coupe du monde                | Turin                       | 23e      | 20 km marche | 1 h 35 min 28 s |
| 2002 | Championnats d'Europe         | Munich                      | 15e      | 20 km marche | 1 h 35 min 07 s |
| 2004 | Coupe du monde                | Naumburg                    | 34e      | 20 km marche | 1 h 32 min 32 s |
| 2004 | Jeux olympiques               | Athènes                     | 25e      | 20 km marche | 1 h 33 min 53 s |
| 2005 | Coupe d'Europe                | Miskolc                     | 17e      | 20 km marche | 1 h 35 min 12 s |
| 2005 | Coupe d'Europe                | Miskolc                     | 1re      | Par équipes  | 25 points       |
| 2005 | Championnats du monde         | Helsinki                    | 27e      | 20 km marche | 1 h 35 min 44 s |
| 2006 | Coupe du monde                | La Coruña                   | 13e      | 20 km marche | 1 h 30 min 28 s |
| 2006 | Championnats d'Europe         | Göteborg                    | 12e      | 20 km marche | 1 h 31 min 58 s |
| 2007 | Championnats du monde         | Osaka                       | 7e       | 20 km marche | 1 h 33 min 07 s |
| 2008 | Coupe du monde                | Tcheboksary                 | 19e      | 20 km marche | 1 h 32 min 35 s |
| 2009 | Coupe d'Europe                | Metz                        | —        | 20 km marche | DQ              |
| 2009 | Championnats du monde         | Berlin                      | 11e      | 20 km marche | 1 h 32 min 51 s |
| 2010 | Coupe du monde                | Chihuahua                   | 3e       | 20 km marche | 1 h 33 min 28 s |
| 2010 | Championnats d'Europe         | Barcelone                   | 8e       | 20 km marche | 1 h 32 min 26 s |
| 2010 | Championnats ibéro-américains | San Fernando                | 3e       | 10 000 m     | 44 min 31 s 27  |
| 2010 | Challenge mondial de marche   | Challenge mondial de marche | 3e       | 20 km marche | 25 pts          |
| 2011 | Coupe d'Europe                | Olhão                       | 13e      | 20 km marche | 1 h 34 min 11 s |
| 2011 | Championnats du monde         | Daegu                       | 10e      | 20 km marche | 1 h 32 min 06 s |
| 2012 | Coupe du monde                | Saransk                     | 10e      | 20 km marche | 1 h 31 min 43 s |
| 2012 | Jeux olympiques               | Londres                     | 14e      | 20 km marche | 1 h 29 min 54 s |
| 2013 | Coupe d'Europe                | Dudince                     | 8e       | 20 km marche | 1 h 32 min 39 s |
| 2013 | Coupe d'Europe                | Dudince                     | 2e       | Par équipes  | 23 points       |
| 2013 | Championnats du monde         | Moscou                      | 11e      | 20 km marche | 1 h 30 min 28 s |
| 2013 | Challenge mondial de marche   | Challenge mondial de marche | 2e       | 20 km marche | 34 pts          |
| 2014 | Coupe du monde                | Taicang                     | 22e      | 20 km marche | 1 h 29 min 33 s |
| 2015 | Coupe d'Europe                | Murcie                      | 16e      | 20 km marche | 1 h 30 min 44 s |
| 2015 | Coupe d'Europe                | Murcie                      | 3e       | Par équipes  | 38 points       |
| 2015 | Championnats du monde         | Pékin                       | 23e      | 20 km marche | 1 h 34 min 47 s |
| 2016 | Jeux olympiques               | Rio de Janeiro              | 12e      | 20 km marche | 1 h 31 min 28 s |
| 2017 | Championnats du monde         | Londres                     | 1re      | 50 km marche | 4 h 05 min 56 s |
| 2018 | Championnats d'Europe         | Berlin                      | 1re      | 50 km marche | 4 h 09 min 21 s |
| 2019 | Championnats du monde         | Doha                        | —        | 50 km marche | DNF             |
| 2022 | Championnats du monde         | Eugene                      | 13e      | 35 km marche | 2 h 51 min 12 s |

## Records
| Épreuve      | Performance     | Lieu      | Date          |
| ------------ | --------------- | --------- | ------------- |
| 20 km marche | 1 h 29 min 30 s | La Coruña | 1er juin 2013 |
| 50 km marche | 4 h 05 min 56 s | Londres   | 13 août 2017  |